# 거제장평중학교
거제장평중학교(巨濟長坪中學校)는 대한민국 경상남도 거제시 장평동에 있는 공립 중학교이다.

## 학교 연혁
- 2010년 7월 12일 : (가칭) 장평중학교 신설 확정ㆍ개교인가(24학급)
- 2012년 1월 16일 : 거제장평중학교 착공
- 2012년 10월 4일 : 거제장평중학교 교명 확정 공고(巨濟長坪中學校)
- 2013년 2월 26일 : 거제장평중학교 준공(면적 14,109㎡)
- 2013년 3월 1일 : 거제장평중학교 개교
- 2013년 3월 4일 : 제1회 입학식(입학생 수 301명)
- 2013년 5월 1일 : 거제장평중학교 개교식
- 2023년 2월 8일 : 제8회 졸업식(졸업생누계 1,705명)
- 2023년 3월 2일 : 제11회 입학식(입학생 227명)
- 2023년 9월 1일 : 제7대 김미식 교장 취임

## 참고 자료
- 거제장평중학교 - 한국교육학술정보원 학교알리미